# Oscillateur (mécanique)
Pour les articles homonymes, voir oscillateur.
Pour les articles homonymes, voir Oscillateur.

Un oscillateur harmonique vertical non amorti.

En physique, un oscillateur (/ɔsilatœʁ/) est un système évoluant de part et d'autre d'un équilibre stable. Les variations des grandeurs décrivant le système se font en fonction du temps (ces variations sont pseudo-périodiques s'il existe une dissipation d'énergie qui atténue progressivement l'amplitude des oscillations). On distingue plusieurs types d'oscillateurs selon leur fonctionnement et leurs effets. Les exemples les plus courants proviennent de la mécanique classique (pendule, système masse-ressort) et de l'électricité, mais on les retrouve dans tous les domaines de la chimie et de la physique et notamment en mécanique quantique. Il existe aussi une classe particulière apériodique dite oscillateur flottant. Une application particulièrement importante de l'étude des oscillateurs mécaniques est la théorie des machines tournantes.

## L'oscillateur libre
Un oscillateur libre, parfois appelé oscillateur flottant, est un système subissant une force qui a tendance à le ramener vers une position d'équilibre autour de laquelle il oscille. C'est le cas d'un pendule oscillant sous l'effet de la gravité.

## L'oscillateur forcé
Un oscillateur forcé est un oscillateur libre auquel on ajoute une force oscillante. Une balançoire en est un lorsqu'on balance ses pieds afin de la faire accélérer. En effet, ce balancement constitue une force supplémentaire qui, adaptée à la vitesse de la balançoire, peut faire monter celle-ci de plus en plus haut.
De nombreux oscillateurs forcés existent en physique. Par exemple, le rayonnement du Soleil force les électrons des molécules de l'atmosphère à osciller. Cela a pour conséquence la couleur bleue du ciel.

## L'oscillateur auto-entretenu
Un oscillateur auto-entretenu utilise une source d'énergie continue, et produit une variation périodique. On en rencontre deux types, mais cette distinction n'est pas toujours nette.
On peut en général résumer leur mécanisme en deux fonctions principales : un gain et un filtre. Le gain est simplement l'amplification du signal permise par la source d'énergie continue. Le filtre permet de sélectionner une certaine plage de fréquences à l'intérieur de laquelle le système pourra osciller.

### L'oscillateur quasi-sinusoïdal
Lorsque la représentation graphique des variations périodiques d'un oscillateur auto-entretenu s'approche d'une sinusoïde, on dit qu'il est quasi-sinusoïdal. Ce cas de figure nécessite un filtre de très bonne qualité, c'est-à-dire qu'il sélectionne une seule fréquence. C'est pourquoi on observe une sinusoïde. Dans les cas où la qualité de ce filtre n'est pas aussi bonne, cette courbe représentative peut se déformer. Ce défaut se produira d'autant plus que la dose d'énergie d'entretien sera exagérément grande.
Ce genre d'oscillateur quasi-sinusoïdal se rencontre souvent en électricité. C'est le cas d'un oscillateur à pont de Wien.
Un exemple plus inattendu est celui du laser. En effet un laser produit une onde lumineuse sinusoïdale. Le gain est le milieu amplificateur et le filtre est la cavité optique dans laquelle la lumière fait des aller-retours.

### L'oscillateur de relaxation
Si le système passe périodiquement d'un état bien déterminé à un autre, on dit que c'est un oscillateur de relaxation. Cela peut être obtenu, par exemple, avec un oscillateur quasi-sinusoïdal auquel on fournit un gain très élevé qui va saturer très rapidement la sinusoïde. Celle-ci prend alors la forme de créneaux, ce qui correspond bien au passage d'un état à un autre périodiquement.
Un exemple étonnant est le vase de Tantale, qui, rempli continument par de l'eau, se vide et se remplit périodiquement. Pour comprendre pourquoi, il s'agit d'un oscillateur de relaxation, une étude un peu plus approfondie est nécessaire.

## En horlogerie
En horlogerie, l'oscillateur est formé du résonateur et de son système d'entretien. Dans une montre mécanique, le résonateur est le balancier-spiral et il est entretenu par l'échappement. Dans une montre électronique, c'est le diapason en quartz et le circuit électronique d'entretien.